# QEMU
QEMU（Quick Emulator）是一款免费开源模拟器，由法布里斯·贝拉（Fabrice Bellard）等人编写。其与Bochs，PearPC类似，但拥有高速（配合KVM）、跨平台的特性。
QEMU是一个托管的虚拟机，它使用动态二进制转换技术来模拟处理器，并且提供多种硬件和外设模型，这使它能够运行多种未修改的客户机操作系统，能与KVM配合以接近本地速度运行虚拟机（接近真实电脑的速度）。
QEMU可以执行用户级的进程仿真，从而可以使为某一架构编译的程序在另一架构上运行（通过 VMM 的形式实现）。

## 系统模块
QEMU有多种模式：
- User mode：又称作“使用者模式”，在这种模式下，QEMU运行针对不同指令编译的单个Linux或Darwin/macOS程序。系统调用与32/64位接口适应。在这种模式下，我们可以实现交叉编译（cross-compilation）与交叉偵错（cross- debugging）。
- System mode：“系统模式”，在这种模式下，QEMU模拟一个完整的计算机系统，包括外围设备。它可以用于在一台计算机上提供多台虚拟计算机的虚拟主机。 QEMU可以实现许多客户机OS的引导，比如x86，MIPS，32-bit ARMv7，PowerPC等等。
- KVM Hosting：QEMU在这时处理KVM镜像的设置与迁移，并参加硬件的仿真，但是客户端的执行则由KVM完成。
- Xen Hosting：在这种托管下，客户端的执行几乎完全在Xen中完成，并且对QEMU屏蔽。QEMU只提供硬件仿真的支持。

## 架构
QEMU的架构由纯软件实现，并在Guest与Host中间，来处理Guest的硬件请求，并由其转译给真正的硬件。
然而因为QEMU是纯软件实现的，所有的指令都要经过QEMU，使得性能很差，而配合KVM则可以解决这一问题。
QEMU虚拟化的思路是：提取Guest代码，翻译为TCG中间代码，而后翻译为Host代码。相当于实现了一个“中间人”的角色。 

## 特性
QEMU可以在运行所有程序的情况下保存和恢复虚拟机的状态。客户操作系统（Guest Operating System）不需要修补就可以在QEMU中运行。
QEMU支持仿真各种体系结构，包括：
- IA-32（x86）个人电脑

- x86-64个人电脑

- MIPS64 Release 6[3]和更早的版本

- Sun的SPARC sun4m

- Sun的SPARC sun4u

- ARM开发板（Integrator / CP和Versatile / PB）

- SH4 SHIX板

- PowerPC（PReP和Power Macintosh）

- ETRAX CRIS

- MicroBlaze

- RISC-V
- LoongArch

虚拟机可以连接多种类型的實體主機硬體，包括硬盘，CD-ROM，网卡，音效卡和USB設備。USB设备可以是完全模擬的，也可以使用主机的USB设备（但这需要管理员权限，而且並非所有设备皆適用）。
虚拟磁盘映像可以以特殊格式（qcow或qcow2）儲存，只占用虚拟机操作系统实际使用的磁盘空间。此時模擬的120 GB硬碟可能僅占用主機硬碟幾百MB的空間。QCOW2格式还允许创建覆盖映像，以记录与另一个（未修改的）基本映像文件的区别。如此便可能将模拟磁盘的内容恢复到较早状态。例如，基本映像文件可以保存已知可順利運作的全新安裝系統，但操作時使用覆蓋映像。萬一访客系统故障（如因病毒攻击，意外的系统破坏等），使用者可以删除覆盖映像，使用较早的模拟磁盘映像版本就行了。

QEMU可以通过网络地址转换模拟共享主机系统连接的网卡（不同型号），从而有效地允许guest虚拟机使用与主机相同的网络。虚拟网卡还可以连接到其他QEMU实例的网卡或本地TAP接口。通过使用主机OS的桥接功能，将QEMU使用的TUN / TAP接口与主机OS上的非虚拟以太网接口桥接，也可以实现网络连接。
QEMU集成了多种服务以允许主机和访客系统进行通信;例如，集成的SMB服务器和网络端口重定向（以允许传入连接到虚拟机）。它也可以在没有引导程序的情况下引导Linux内核。
QEMU不依赖主机系统上的图形输出方法。相反，它可以允许通过集成的VNC服务器访问客户操作系统的屏幕。它还可以使用模拟的串行线，而不使用任何屏幕和适用的操作系统。
模擬多個CPU進行對稱多處理（Symmetrical Multi-Processing）也是可能的。
QEMU不需要管理員权限运行，但在使用了某些提高速度的内核模組（如KQEMU），或者使用某些網路連接模組時，則需要管理員權限。

### 微型代码生成器
微型代码生成器（TCG）旨在消除依赖特定版本的GCC或编译器的缺点，并将编译合并到QEMU的运行时任务中。因此，整个翻译阶段由两部分组成：目标代码块（TB）以TCG指令（一种机器无关的中间符号）重写 ，随后TCG为宿主机架构执行编译。可选的优化在这两步之间传递。
TCG需要专用的代码来支持每个体系结构。它还要求重写目标指令集翻译过程以利用TCG指令，而不是以前使用的dyngen指令。

### 加速器
KQEMU是一个Linux内核模块，由Fabrice Bellard撰写，它明显加快了在具有相同CPU架构的平台上模拟x86或x86-64程序的速度。这可以通过直接在主机CPU上运行用户模式代码（以及可选的某些内核代码）以及仅对内核模式和实模式代码使用处理器与外设模拟来实现。即使宿主机CPU不支持硬件辅助虚拟化，KQEMU也可以从多个客户操作系统执行代码。QEMU支持大容量内存，这使得它们与KQEMU不兼容。较新的QEMU版本已完全取消对KQEMU的支持。
由于缺乏对KQEMU和QVM86的支持，基于内核的虚拟机（KVM）已经基本成为基于Linux的硬件辅助虚拟化解决方案，与QEMU一起使用。
英特尔的硬件加速执行管理器（HAXM）是KVM在Windows和MacOS上基于x86的硬件辅助虚拟化的开源替代品。2013年，英特尔使用QEMU来进行Android开发。

## 硬件辅助仿真
MIPS兼容的龙芯3处理器增加了200条新指令来帮助QEMU翻译x86指令，这些新指令降低了在MIPS流水线中执行x86 / CISC风格指令的开销。由于中国科学院对QEMU进行了进一步改进，龙芯3在9个基准测试中，运行x86二进制文件的同时，执行本机二进制文件的平均性能达到70％。 

## 并行仿真
使用QEMU的虚拟化解决方案能够并行执行多个虚拟CPU。 对于用户模式仿真，QEMU将仿真线程映射到宿主线程。 对于全系统仿真，QEMU能够为每个虚拟CPU运行一个主机线程。 前提是客户端已经更新到可以支持并行系统仿真，目前可以支持的CPU是ARM和Alpha。否则QEMU将使用单个线程以循环方式模拟执行每个虚拟CPU。

## 与其他虚拟机的集成
VirtualBox
VirtualBox，发布于2007年1月，使用了一些QEMU的虚拟硬件设备，并且有内置的基于QEMUdede动态再编译器。与KQEMU一样，VirtualBox通过VMM（虚拟机管理器）在宿主机上本地运行几乎所有客户代码，并将再编译仅仅用作回退机制——例如，当客户代码以实地址模式执行时。
另外，VirtualBox使用内置的反汇编程序进行了大量的代码分析和修补，以尽量减少再编译。除某些功能外，VirtualBox是免费且开源的（在GPL许可下）。
Xen-HVM
Xen是虚拟机监视器，可以使用Intel VT-x或AMD-V硬件x86虚拟化扩展以及ARM Cortex-A7和Cortex-A15虚拟化扩展在HVM（硬件虚拟机）模式下运行。
这意味着，面对domU以使用真实的设备驱动程序进行交谈的是一组真实的虚拟硬件，而不是半虚拟化设备。
QEMU包含几个组件：CPU仿真器，仿真设备，通用设备，机器描述符，用户界面和调试器。 QEMU中的仿真器件和通用器件组成了虚拟I/O的器件模型。它们包括PIIX3 IDE，Cirrus Logic或纯VGA模拟视频，RTL8139或E1000网络仿真以及ACPI支持。Xen提供APIC支持。
Xen-HVM具有基于QEMU项目的设备仿真功能，可为虚拟机提供虚拟I/O。硬件通过运行在dom0后端的“QEMU设备模型”守护进程来模拟。与其他QEMU运行模式（动态转换或KVM）不同，虚拟CPU完全由管理程序管理，管理程序负责在QEMU模拟内存映射I/O访问时停止虚拟CPU。
KVM
KVM（基于内核的虚拟机）是FreeBSD和Linux的内核模块，它允许用户空间程序访问各种处理器的虚拟化硬件特性，这个特点使得QEMU可以为x86，PowerPC和S/390客户提供虚拟化。当目标体系结构与主机相同时，QEMU可以使用KVM特有的功能，比如加速功能。
Win4Lin Pro Desktop
在2005年初，Win4Lin推出了Win4Lin Pro Desktop，它基于QEMU和KQEMU的已调谐版本，并且托管了Windows的NT版本。 在2006年6月，
Win4Lin发布了基于相同代码库的Win4Lin虚拟桌面服务器。 Win4Lin虚拟桌面服务器为来自Linux服务器的精简客户机提供Microsoft Windows会话服务。
2006年9月，Win4Lin宣布将公司名称更改为Virtual Bridges，并发布了Win4BSD Pro Desktop，该产品的一个端口用于FreeBSD和PC-BSD。在2007年5月发布了Win4Solaris Pro Desktop和Win4Solaris虚拟桌面服务器后，提供了Solaris支持。
SerialICE
SerialICE是一款基于QEMU的固件调试工具，可在QEMU内部运行系统固件，同时通过与主机系统的串行连接访问真实硬件。这可以用作硬件ICE的廉价替代品。
WinUAE
WinUAE Amiga仿真器在3.0.0版本中引入了对使用QEMU PPC内核的CyberStorm PPC和Blizzard 603e开发板的支持。

## 硬件平台模拟
QEMU可模拟多种硬件设备
键盘 
SCSI控制器（AMD PCscsi和Tekram DC-390控制器中的LSI MegaRAID SAS 1078，LSI53C895A，NCR53C9x） 
串行接口 
声卡（Sound Blaster 16，ES1370 PCI，Gravis Ultrasound，AC97和Intel HD Audio） 
看门狗定时器（Intel 6300 ESB PCI或iB700 ISA） 
USB 1.x / 2.x / 3.x控制器（UHCI，EHCI，xHCI） 
USB设备：音频，蓝牙适配器，HID（键盘/鼠标/平板电脑），MTP，串行接口，CAC智能卡读卡器，存储（仅批量传输和USB连接SCSI），Wacom数位板
arm
QEMU使用NEON扩展模拟ARMv7指令集。它模拟整合系统/ CP板，多功能底板，RealView仿真底板，基于XScale的PDA，Palm Tungsten | E PDA，诺基亚N800和诺基亚N810互联网平板电脑等完整系统.QEMU还为Android SDK提供支持，该模拟器属于Android SDK 。三星选择了QEMU来帮助开发仿真'Wave'设备。
基于Xilinx Cortex A9的Zynq SoC采用以下元素进行建模仿真：
Zynq-7000 ARM Cortex-A9 CPU Zynq-7000 ARM Cortex-A9 MPCore 三重计时器 DDR内存控制器 DMA控制器（PL330） 静态存储器控制器（NAND / NOR闪存） SD / SDIO外设控制器（SDHCI） Zynq千兆以太网控制器 USB控制器（仅限EHCI - 主机支持） Zynq UART控制器 SPI和QSPI控制器 I2C控制器

## 派生版本

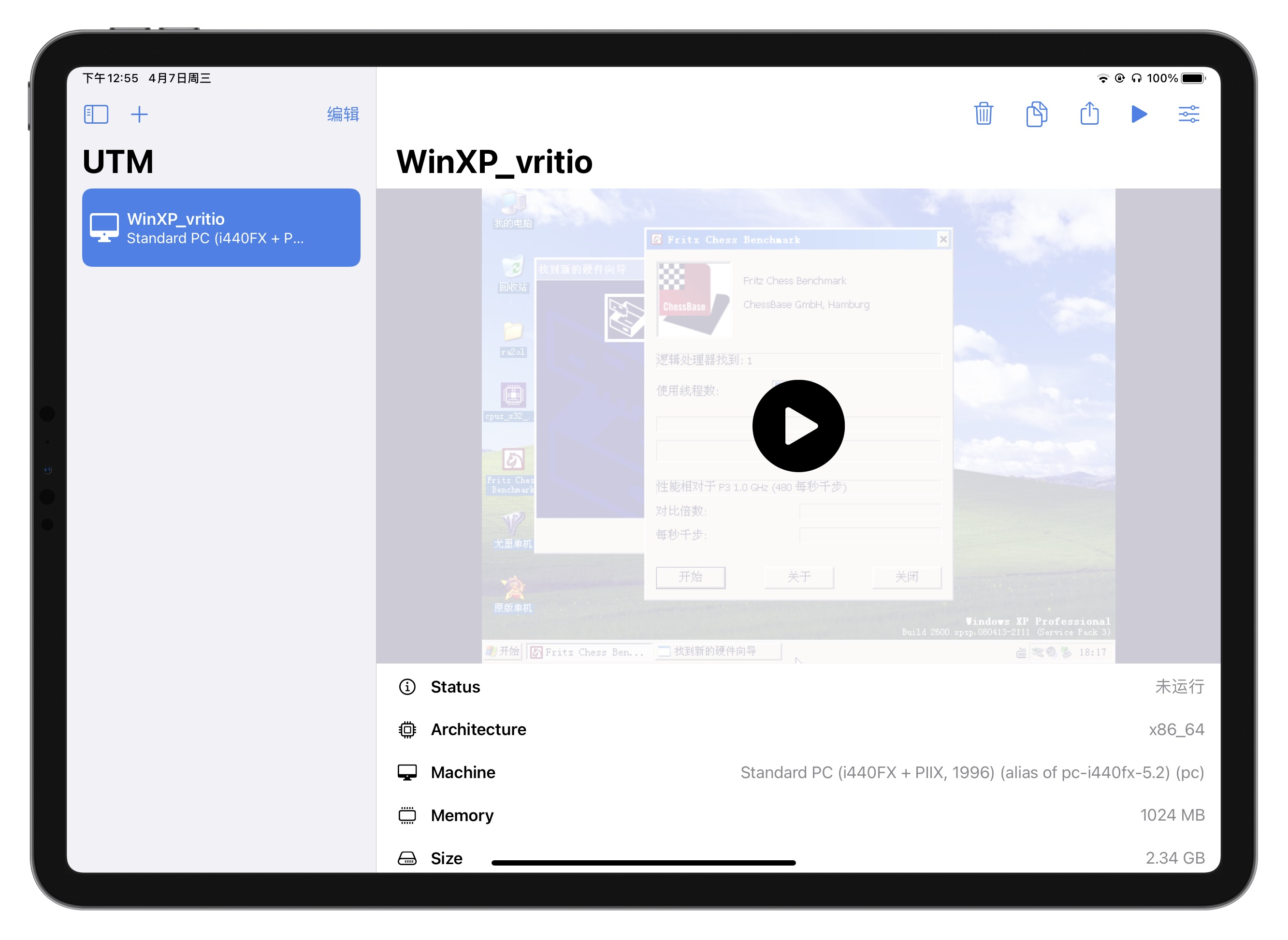
UTM 2.0在iPadOS 14上的屏幕截图

UTM虚拟机（UTM Virtual Machine）是一款基于QEMU的虚拟机，支持iOS、iPadOS、macOS操作系统。基于QEMU的UTM虚拟机，可支持模拟30多个架构，例如x86_64，ARM64，以及RISC-V等。
目前UTM支持在系统版本 iPadOS 13以上、iOS 11以上、macOS Big Sur 以上的设备上运行。

## 外部連結
- QEMU的主頁（页面存档备份，存于）
- QEMU on Windows（页面存档备份，存于） - 已编译的二进制可执行文件
- qemu-0.12.4 Binaries (x86 & x64） - 同上
- Drivers for QEMU devices（页面存档备份，存于） - 驱动程序
- Qemu Manager - 初学者易用
- 用Eee PC 901同時運行四個OS！（Windows XP、Linux加集體回憶DOS / Windows 3.x及Windows 95）
- 實作QEMU虛擬機PXE網路開機